# Waltraud Voss
Waltraud Voss, geb. Leuteritz, (* 21. Januar 1944 in Hüttenrode) ist eine deutsche Mathematikerin und Wissenschaftshistorikerin. Ihre Arbeitsschwerpunkte liegen in den Bereichen der Angewandten Graphentheorie und der historischen Biographieforschung.

## Leben
Voss legte ihr Abitur 1962 an der Oberschule am Thie in Blankenburg (Harz) ab. Sie studierte an der Martin-Luther-Universität Halle-Wittenberg, wo sie 1968 ihr Diplom als Mathematikerin ablegte. 1976 wurde sie mit der Arbeit „Über eine Möglichkeit endlichen Gruppen geschlossene orientierbare Flächen und diese triangulierende Graphen zuzuordnen“ an der TH Ilmenau zur Dr. rer. nat. promoviert, betreut und begutachtet von H. Sachs von der TH Ilmenau, G. Pazderski von der Universität Rostock, E. Jucovic von der Pavol-Jozef-Šafárik-Universität in Košice. 1991 wurde sie mit der Arbeit „Gesellschaftliche Praxis – Theorie der Graphen und Netze – Informatik: Aspekte ihrer wechselseitigen Beziehungen aus historisch-wissenschaftstheoretischer und erkenntnistheoretischer Sicht“ an der TU Dresden habilitiert, begutachtet von L. Striebing (TU Dresden), H. Meyer (PH Dresden), R. Bodendiek (PH Kiel) und S. Paul (Akademie der Wissenschaften der DDR, Berlin). Seit den 1990er Jahren veröffentlicht Voss hauptsächlich zur Geschichte der TU Dresden, zuletzt als wissenschaftliche Mitarbeiterin am Universitätsarchiv der Technischen Universität Dresden. Mittlerweile ist sie im Ruhestand.
Waltraud Voss war von 1970 bis zu dessen Tod 2003 mit dem Mathematiker Heinz-Jürgen Voss verheiratet und hat drei Söhne (* 1976, 1978, 1979), darunter ist der Biologe und Sozialwissenschaftler Heinz-Jürgen Voss.

## Werk
Voss legte zahlreiche Veröffentlichungen zur Technischen Universität Dresden vor und arbeitete dabei insbesondere zu Absolventen und Promovenden der Universität. Dabei legte sie auch einen Blick auf die Position von Frauen, unter anderem auf die frühen Promovendinnen (Mathematik) Johanna Wiegandt und Gertrud Wiegandt. 2016 veröffentlichte sie die erste Monographie über Lieselott Herforth.

## Veröffentlichungen
- Mathematiker als Rektoren der Technischen Hochschule Dresden: Höhere Lehrerbildung und Mathematische Gesellschaft im Wandel. Transcript Verlag, Bielefeld, 2021, ISBN 978-3-8376-5854-5 (auch Open-Access).
- Lieselott Herforth: Die erste Rektorin einer deutschen Universität. Transcript Verlag, Bielefeld, 2016, ISBN 978-3-8376-3545-4.
- Biographisches Lexikon der frühen Promovenden der TU Dresden (1900–1945), gemeinsam mit Anja Musiol, Universitätsarchiv der TU Dresden. Hochschulverlag Merseburg, Merseburg 2019 [2015]. Band 1, ISBN 978-3-948058-08-1; Band 2, ISBN 978-3-948058-09-8 (Online als PDF).
- Von Dresden in die Welt, II. Teil: Frühe Promovenden der TU Dresden in Wirtschaft, Wissenschaft und Gesellschaft, TUDpress, Dresden, 2010, ISBN 978-3-941298-78-1.
- Von Dresden in die Welt. Frühe Promovenden der TU Dresden in Wirtschaft, Wissenschaft und Gesellschaft, TUDpress, Dresden, 2007, ISBN 978-3-938863-86-2.
- „… eine Hochschule (auch) für Mathematiker …“. Dresdner Mathematiker und die höhere Lehrerbildung: 1825–1945, Erwin Rauner Verlag, Augsburg, 2005, ISBN 978-3-936905-12-0.
- Waltraud Voss: Die Schwestern Johanna und Gertrud Wiegandt promovierten in Mathematik: Einflussfaktoren auf ihre Karriere. In: Renate Tobies (Hrsg.): „Aller Männerkultur zum Trotz“. Frauen in Mathematik und Naturwissenschaften. Campus, Frankfurt a. M. / New York 1997, ISBN 3-593-35749-6, S. 159–179 (eingeschränkte Vorschau in der Google-Buchsuche).
- Mathematik für unsere Zeit, Peter Lang, Frankfurt/Main, 1993, ISBN 978-3-631-44496-2.